# Café Prinzess

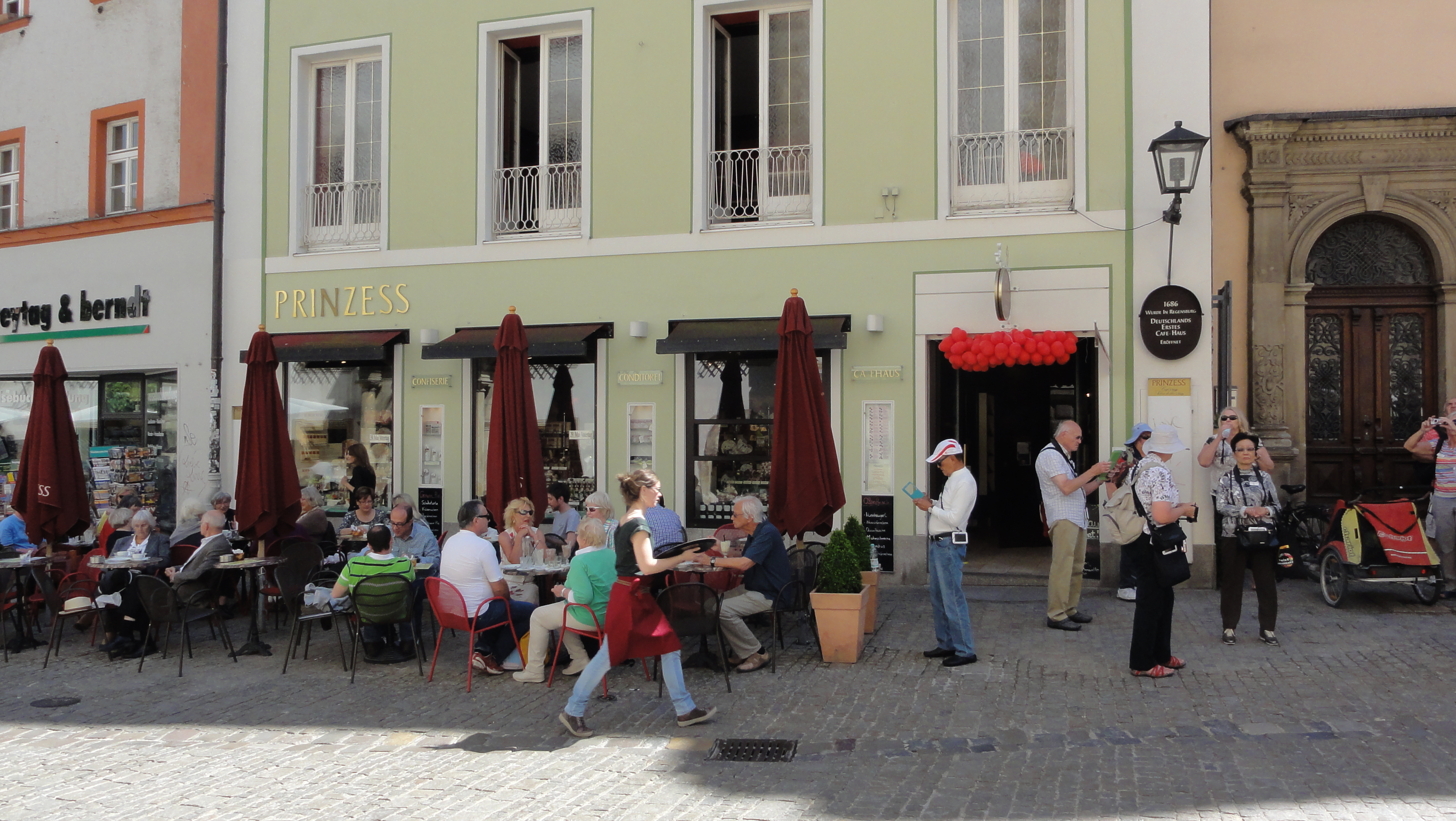
Façade du café Prinzess.

Le café Prinzess (café Princesse) est un café historique situé à Ratisbonne en Bavière. Il s'agit du premier café ouvert en Allemagne, puisqu'il date de 1686.

## Localisation
Le café Prinzess est situé sur la Rathausplatz juste en face de l'ancien hôtel de ville où s'est réunie de 1663 à 1803 la Diète perpétuelle d'Empire. Les princes et évêques avec leurs ambassades et délégations s'y retrouvaient chaque jour pendant le déroulement de la Diète  et par conséquent le café profitait d'une situation très fructueuse.

## Histoire
C'est au début du XVIIe siècle, que le café arrive en Europe par les commerçants vénitiens, dans toute l'Italie. À la cour de Louis XIV, le café est devenu connu par l'intermédiaire d'un envoyé du sultan Mehmed IV. De France, il est finalement arrivé en Allemagne par l'intermédiaire de marchands en 1670, où le café Prinzess a été ouvert en 1686, trois ans seulement après le premier café à Vienne. Des cafés dans d'autres villes ont rapidement suivi, par exemple en 1687 à Hambourg, en 1697 à Wurtzbourg, en 1712 à Stuttgart et seulement en 1721 à Berlin.

## Le café aujourd'hui
Le café est au même endroit depuis 1686, mais le bâtiment a été rénové en 1953 et 1985. Au rez-de-chaussée il y a maintenant une confiserie où l'on vend des pralines, des gâteaux, des tartes et des pâtisseries, etc. Le café, qui est divisé en deux zones, se trouve au premier étage. La première contient un poêle en  faïence et un bar, l'autre est meublée en Jugendstil avec un poêle classique, des tables en marbre et des chaises Thonet. Le salon de thé est situé au deuxième étage de la maison, avec ses grands fauteuils Chippendale.

## Source de la traduction
- (de) Cet article est partiellement ou en totalité issu de l’article de Wikipédia en allemand intitulé « Café Prinzess » (voir la liste des auteurs).